# Флюгге, Иоганнес
Иоганнес Флюгге (нем. Johannes Flüggé или нем. Johannes Flueggé, 22 июня 1775 — 28 июня 1816) — немецкий ботаник и врач.

## Биография
Иоганнес Флюгге родился в Гамбурге 22 июня 1775 года.
Флюгге изучал медицину и естественную историю в Йенском университете имени Фридриха Шиллера, Венском университете и Гёттингенском университете. В 1800 году он получил докторскую степень в Университете Эрлангена — Нюрнберга. После Иоганнес Флюгге предпринял ботанические экскурсии по всей Германии и Франции. В 1810 году Флюгге создал первый ботанический сад в Гамбурге; в этом же году он опубликовал монографию Graminum monographiae. Иоганнес Флюгге занимался изучением растений рода Paspalum.
Иоганнес Флюгге умер 28 июня 1816 года.

## Научная деятельность
Иоганнес Флюгге специализировался на семенных растениях.

## Публикации
- Paspalum Fluegge, Gram. Monog.: 53 (1810).
- Graminum monographiae[2].

## Почести
Род растений Flueggea Willd. был назван в его честь.